# Championnat des Bahamas de football 2022-2023
Navigation
Édition précédente Édition suivante
La saison 2022-2023 du Championnat des Bahamas de football est la treizième édition de la première division aux Bahamas, la Senior League. Elle rassemble les dix meilleures équipes du pays au sein d'une poule unique où elles s'affrontent deux fois.
Après l'abandon de l'édition précédente en 2020, le football aux Bahamas est à l'arrêt pendant deux ans jusqu'à son retour en septembre 2022. Le Dynamos FC (en) est donc le tenant du titre avec son succès en 2018-2019 mais le club termine au cinquième rang. Ce sont les Western Warriors (en) qui décrochent le troisième titre de champion de leur histoire.

## Équipes participantes
Dix équipes disputent le championnat des Bahamas, elles sont toutes situées à Nassau.
| \| Nassau \| Localisation des clubs. |
| Nassau                               |

| Équipe                         | Ville  | Stade                                 |
| ------------------------------ | ------ | ------------------------------------- |
| Baha Juniors                   | Nassau | Roscow A. L. Davies Soccer Field      |
| Bears FC                       | Nassau | Stade Thomas-Robinson                 |
| Cavalier FC (en)               | Nassau | Stade Thomas-Robinson                 |
| Dynamos FC (en)                | Nassau | Roscow A. L. Davies Soccer Field      |
| Future Stars                   | Nassau |                                       |
| Seventeen FC                   | Nassau |                                       |
| United FC (en)                 | Nassau | Roscow A. L. Davies Soccer Field      |
| University of the Bahamas (en) | Nassau | Stade Thomas-Robinson                 |
| Renegades FC                   | Nassau | Roscow A. L. Davies Soccer Field      |
| Western Warriors (en)          | Nassau | Roscow A. L. Davies Soccer Field (en) |

Légende des couleurs
- Tenant du titre

## Compétition

### Classement
| Rang | Équipe                         | Pts | J  | G  | N | P  | Bp | Bc  | Diff |
| ---- | ------------------------------ | --- | -- | -- | - | -- | -- | --- | ---- |
| 1    | Western Warriors (en)          | 48  | 18 | 15 | 3 | 0  | 79 | 8   | +71  |
| 2    | United FC (en)                 | 41  | 18 | 13 | 2 | 3  | 77 | 18  | +59  |
| 3    | University of the Bahamas (en) | 40  | 18 | 13 | 1 | 4  | 63 | 25  | +38  |
| 4    | Bears FC                       | 31  | 18 | 10 | 1 | 7  | 54 | 34  | +20  |
| 5    | Dynamos FC (en)                | 29  | 18 | 9  | 2 | 7  | 35 | 32  | +3   |
| 6    | Seventeen FC                   | 26  | 18 | 7  | 5 | 6  | 40 | 32  | +8   |
| 7    | Renegades FC                   | 20  | 8  | 6  | 2 | 10 | 43 | 42  | +1   |
| 8    | Future Stars                   | 20  | 18 | 6  | 2 | 10 | 41 | 43  | -2   |
| 9    | Baha Juniors                   | 6   | 18 | 2  | 0 | 16 | 12 | 99  | -87  |
| 10   | Cavalier FC (en)               | 0   | 18 | 0  | 0 | 18 | 9  | 120 | -111 |

|  | Champion des Bahamas 2022-2023 |
|  | T : Tenant du titre            |

## Bilan de la saison
| Championnat des Bahamas de football 2022-2023 |                                  |
| Champion                                      | Western Warriors (en) (3e titre) |
| Dauphin                                       | United FC (en)                   |
| Coupes et trophées                            |                                  |
| Vainqueur de la Coupe des Bahamas 2022-2023   | Western Warriors (en)            |
| Qualifications continentales                  |                                  |
| À déterminer                                  | À déterminer                     |